# Бурановские бабушки
„Бура́новские бабушки“ (на удмуртски: „Брангуртысь песянайёс“; на руски: „Бурановские бабушки“ – „Бурановски баби“) е фолклорен състав от село Бураново, Малопургински район, Удмуртска република, Руска федерация
Групата изпълнява известни хитове на изпълнители от Русия и света на удмуртски език.
Бурановските баби са избрани да представят Русия на Евровизия 2012 в Баку и се нареждат на 2-ро място при крайното класиране.. Фолклорният ансамбъл е с около 40-годишна история, като през 2010 г. участва за първи път в руската селекция за изпълнител на Евровизия. Тогава заемат трето място.
Интересен факт е, че с изключение на 3 от изпълнителките всички останали бурановски баби са на възраст над 70 г. Според членовете на групата единствената цел на представянето им пред публика е набирането на средства за строеж на православен храм в родното Бураново в Удмуртия.